# Tutaevskij rajon
Il Tutaevskij rajon (in russo Тутаевский район?) è un rajon dell'Oblast' di Jaroslavl', nella Russia europea; il capoluogo è Tutaev. Degno di nota il villaggio di Bol'šoe Maslennikovo, luogo natale di Valentina Vladimirovna Tereškova.